# Pierre Langlade
 (août 2010).
Si vous disposez d'ouvrages ou d'articles de référence ou si vous connaissez des sites web de qualité traitant du thème abordé ici, merci de compléter l'article en donnant les références utiles à sa vérifiabilité et en les liant à la section « Notes et références ».
Pierre Langlade, né le 27 février 1907 à La Rochelle et décédé le 10 juin 1972 à La Rochelle, est un peintre français du XXe siècle.

## Biographie
Il est né le 27 février 1907, à La Rochelle dans une demeure de la rue du Palais. Son père était employé de banque, sa mère tenait un commerce de pâtisserie appartenant à l'un de ses oncles, amateur d'art éclairé qui eut, en ce domaine, une influence certaine sur son neveu. il était également le neveu du peintre Gabriel Charlopeau qui le fit entrer à dix-sept ans à l'école des beaux-arts de Nantes.
Ensuite il fut l'élève de Paul Albert Laurens à l'Académie Julian, à Paris. Il fut admis très jeune aux Artistes français et participa au Salon d'automne et à l'Exposition universelle de 1937.
Revenu à La Rochelle après ses études parisiennes, il y passa le reste de son existence. Il illustre d'aquarelles le livre de Fernand Darde La Rochelle au visage marin et il publie, avec le professeur de dessin et résistant Henry Gayot, La Rochelle, notes sur ses monuments. 
Resté célibataire il demeure rue Nicolas-Venette, chez son oncle Otten, dont il fut le légataire universel. Cette situation familiale privilégiée lui permit de voyager.
Pierre Langlade meurt le 10 juin 1972 à La Rochelle.
Une rue de La Rochelle porte son nom.

## Œuvres
Pierre Langlade fut considéré par les critiques d'art de son époque comme un « virtuose classique » ; chez lui une impétueuse inspiration ne dépassait pas les limites raisonnables, dans un sens comme dans l'autre, « celles qui font verser dans le chromo ou celles qui s'arrêtent à la porte de l'agressivité ».
Il aborda tous les genres, tous les sujets, mais la variété de sa peinture n'en fait pas oublier l'unité. Le 14 juillet à Saumur est plein d'humour et de verve, la fantaisie Orientale est une composition froidement académiques.
Ses paysages sont émouvants, son Printemps,Pins, Moisson par exemple.
Il a aussi produit des portraits et des natures mortes, bouquets d'automne aux tons chauds, fleurs des champs et bouquets de roses, tous sont somptueux. Dessins, aquarelles, gouaches sont étonnants par leur diversité de sujets comme de méthode.
Peintre reconnu, il participa à des expositions tant en France qu'à l'étranger et ses toiles sont exposées dans de nombreux musées. 
Chevalier du Mérite national